# 特恩贝格
特恩贝格是奥地利上奥地利州施泰尔兰县的一个市镇。总面积62平方公里，总人口3307人，人口密度53.3人/平方公里（2005年）。